# Ставницький Василь Семенович
Васи́ль Семе́нович Ставни́цький (? — 1730) — український друкар, син друкаря та літератора Семена Ставницького.
Працював у друкарнях Унівського монастиря (друкував «Виклад о вѣрѣ», 1670), братства при церкві Пресвятої Тройці в Перемишлі (1676), єп. Йосифа Шумлянського при церкві Святого Юра у Львові («Метрика», 1687, друге видання 1688; «Псалтир», 1688), Львівського Успенського Братства (з 1694). Також — майстром-складальником і ливарником шрифтів. З 1697 року був керівником Львівської братської друкарні.
Надрукував нотний Ірмологіон, кілька видань Букваря накладом 6—7 тисяч примірників кожний. Друкарем був і його син Петро.